# 32 Rezerwowa Dywizja Zmechanizowana
32 Rezerwowa Dywizja Zmechanizowana (32 RDZ) – związek taktyczny wojsk zmechanizowanych Sił Zbrojnych PRL.
Dywizja utworzona została w 1984 na bazie jednostek Warszawskiego Okręgu Wojskowego jako rezerwowy związek taktyczny formowany na wypadek wojny (w ramach mobilizacji). W czasie wojny dywizja miała wejść w skład Frontu Polskiego jako jednostka odwodowa dowódcy Frontu. Ze względu na ograniczenia finansowe do 1985 r. sformowano tylko kilka jednostek dywizji. Pozostałe jednostki planowano zorganizować w latach 1986-1990. Ze względu na podjętą reorganizację wojsk lądowych z zamierzeń tych zrezygnowano. Dywizję rozformowano w 1989 w ramach restrukturyzacji Sił Zbrojnych PRL związanej z przyjęciem obronnej doktryny wojennej.

## Struktura organizacyjna dywizji
- 104 dywizjon artylerii przeciwpancernej w Pleszewie
- 95 batalion łączności w Lublinie
- 122 batalion saperów w Sandomierzu
- 76 kompania chemiczna w Włodawie